# Episodi di The Rookie (sesta stagione)
La sesta stagione della serie televisiva The Rookie è stata trasmessa in prima visione negli Stati Uniti d'America, sul canale ABC, dal 20 febbraio al 21 maggio 2024.
In Svizzera la stagione è stata trasmessa dal 15 maggio al 19 giugno 2024 su RSI LA1. 

In Italia la stagione è trasmessa in prima visione su Rai 2 dal 16 gennaio 2025 al 6 febbraio 2025.
| nº | Titolo originale    | Titolo italiano                  | Prima TV USA     | Prima TV Svizzera |
| -- | ------------------- | -------------------------------- | ---------------- | ----------------- |
| 1  | Strike Back         | La maledizione dell'ultimo turno | 20 febbraio 2024 | 15 maggio 2024    |
| 2  | The Hammer          | Vigilia a sorpresa               | 27 febbraio 2024 | 22 maggio 2024    |
| 3  | Trouble in Paradise | Guai in Paradiso                 | 5 marzo 2024     | 29 maggio 2024    |
| 4  | Training Day        | Nervi saldi                      | 26 marzo 2024    | 29 maggio 2024    |
| 5  | The Vow             | La promessa                      | 2 aprile 2024    | 5 giugno 2024     |
| 6  | Secrets and Lies    | Segreti e bugie                  | 9 aprile 2024    | 5 giugno 2024     |
| 7  | Crushed             | A pezzi                          | 30 aprile 2024   | 12 giugno 2024    |
| 8  | Punch Card          | Verità nascoste                  | 7 maggio 2024    | 12 giugno 2024    |
| 9  | The Squeeze         | La stretta                       | 14 maggio 2024   | 19 giugno 2024    |
| 10 | Escape Plan         | Piano di fuga                    | 21 maggio 2024   | 19 giugno 2024    |

## La maledizione dell'ultimo turno
- Titolo originale: Strike Back
- Diretto da: Bill Roe
- Scritto da: Alexi Hawley

### Trama
Dopo la morte di Luke Moran, gli ufficiali del Mid-Wilshire scoprono che il suo attacco era un diversivo per una banda di professionisti che volevano rapinare la Federal Reserve Bank. Nolan e gli altri arrivano alla banca e ne segue una sparatoria, costringendo i criminali a sacrificare tre dei loro per guadagnare tempo e scappare.
Sei settimane dopo, uno dei ladri sopravvissuti viene ricoverato in ospedale in seguito a un incidente d'auto e viene ucciso dopo aver cercato di prendere in ostaggio un'infermiera. Una perquisizione della sua casa in affitto porta un telefono che conduce la polizia alla banda rimanente, che viene arrestata dopo una sparatoria all'aeroporto.
Intanto Lucy sta studiando per il suo esame da detective: chiede a Tim di sfidarla con test fuori dagli schemi e commette un errore che compromette le prove di un omicidio.
Aaron torna in servizio dopo la sparatoria e gli viene assegnato un lavoro d'ufficio finché la psichiatra del dipartimento, la giovane dottoressa Blair London, non lo riterrà idoneo a tornare al servizio attivo. Boyd, il capo della banda, stringe un patto con l'avvocato difensore Monica Stevens dopo l'interrogatorio, ma viene ucciso da un cecchino mentre è in viaggio verso la prigione.
- Guest star: Bridget Regan (Monica Stevens), Kristian Bruun (Boyd Taylor), Danielle Campbell (dottoressa Blair London), Brent Huff (agente Quigley Smitty), Marc Evan Jackson (Josh Randall), Brit Morgan (Megan), Gissette Valentin (Cyesha Witt), Jean Elie (Banks), Crystal Coney (infermiera Lisa), Johanna Curé (Linda), Maurice Webster (Walter), Mallory Thompson (Wendy).
- Ascolti USA: telespettatori 3 770 000[3]
- Ascolti Italia: telespettatori 680 000 – share 3,2%[4]

## Vigilia a sorpresa
- Titolo originale: The Hammer
- Diretto da: Alexi Hawley
- Scritto da: Alexi Hawley e Brynn Malone

### Trama
Manca solo un giorno al giorno delle nozze di Nolan e Bailey, ma prima devono vedersela con una serie apparentemente infinita di contrattempi, tra cui una causa contro Nolan da parte di Oscar Hutchinson.
Skip Tracer Randy impegna accidentalmente l'anello di Bailey, e Tim e Lucy vanno a recuperarlo da un noto criminale chiamato "The Hammer", che ha una propensione per le risse. I due si prendono anche del tempo per affrontare il loro disaccordo per il fatto che Lucy voglia diventare una detective sotto copertura, cosa su cui Tim scopre di avere più riserve di quanto pensasse.
Celina e Harper scoprono un giro di contrabbando di eroina e Celina lo usa per cercare di ottenere il suo primo caso. Grey finisce per officiare il matrimonio quando il ministro rimane bloccato nel traffico e la cerimonia finalmente si conclude.
Tim e Lucy affrontano i loro problemi, mentre Aaron viene gentilmente respinto quando cerca di baciare Celina. Celina poi va a incontrare da sola un informatore e viene rapita, portando il resto della squadra a venire in suo soccorso interrompendo il ricevimento di nozze.
- Guest star: Bridget Regan (Monica Stevens), Angel Parker (Luna Grey), Matthew Glave (Oscar Hutchinson), Arjay Smith (James Murray), Meg DeLacy (Chastity Sneed), Zayne Emory (Henry Nolan), Manny Urena (Seth Gallegos), Aiden Cardei (Jonas), Flula Borg (Randy), Thomas Forbes - Johnson (William Robert Bennett / "The Hammer"), Kristen Studard (Abby).
- Ascolti USA: telespettatori 3 290 000[5]
- Ascolti Italia: telespettatori 572 000 – share 3,1%[4]

## Guai in Paradiso
- Titolo originale: Trouble in Paradise
- Diretto da: TK Shom
- Scritto da: Madeleine Coghlan e Glen Mazzara

### Trama
La luna di miele di Nolan e Bailey si trasforma in una scena del crimine quando la loro governante viene trovata morta sulla spiaggia e sospettano di un ospite solitario e coperto da strane bende che soggiorna nel loro stesso resort. Quando si rendono conto di essere spiati da qualcuno, tutti gli sforzi per ottenere aiuto si rivelano vani e alla fine vengono rapiti dall'uomo con le bende.
Harper e Lopez giungono sul posto e, usando i filmati delle telecamere di Nolan, rintracciano i due sposini, salvandoli.
Celina viene assegnata a Tim in assenza di Nolan, mentre Lucy continua a prepararsi per l'esame da detective. Tutti vengono presto coinvolti nel tentativo di identificare un ladro di negozi con amnesia. Lucy fa l'esame da detective, mentre Tim e Celina seguono una pista e trovano il partner del ladro di negozi rimasto bloccato in un muro durante un tentativo di rapina.
Aaron e Celina ricuciono la loro amicizia e Lucy supera l'esame, ma ottiene un punteggio basso.
- Guest star: Angel Parker (Luna Grey), Danielle Campbell (dottoressa Blair London), Adam Shapiro (Roger / Jonathan Knight), Larry Poindexter (Tenente Primm), Michael Kostroff (Raphael), Chris Conner (Nicholas Colston / Dean), Sarah Grace White (Elise), Brent Huff (agente Quigley Smitty).
- Ascolti USA: telespettatori 3 490 000[6]
- Ascolti Italia: telespettatori 471 000 – share 3,2%[4]

## Nervi saldi
- Titolo originale: Training Day
- Diretto da: Tori Garrett
- Scritto da: Fredrick Kotto e Natalie Callaghan

### Trama
Aaron viene autorizzato a tornare in servizio e si sottopone a dei test con Tim per vedere se riesce ancora a reggere lo stress e gli imprevisti del lavoro. Il giovane agente decide di essere più scrupoloso nel caso che gli viene assegnato, ma è frustrato quando si giunge a una conclusione inaspettata, con una donna che fornisce denaro a un criminale affinché qualcuno le uccida il marito, al momento detenuto in prigione.
Nolan e Celina rispondono alla segnalazione del ritrovamento di un cadavere, che presto apprendono potrebbe essere un'altra vittima di un famoso serial killer, chiamato "killer del Pentagramma". Il caso prende una svolta inaspettata quando il responsabile dell'omicidio si rileva essere Conrad, un collega della vittima (e non il serial killer che tutti pensavano di aver rintracciato), e Jeff, il fratello della donna, per vendetta lo ferisce a morte dopo averne ucciso la moglie: ne segue una sparatoria con Jeff e Lucy rischia di rimanere ferita. Nonostante questo, affronta l’uomo da sola e gli spara, senza però ucciderlo, il che significa che potenzialmente sarà lei a testimoniare contro di lui.
- Guest star: Danielle Campbell (dottoressa Blair London), Jaime Ray Newman (Stacy Walker), Joe Nieves (Conrad Bataglia), Jason Wiles (Jeff Budny), Helen Eigenberg (Opal Jesper), Yevgeniy Kartashov (Tyson Kalashnikov), Tamara Perry (Trish).
- Ascolti USA: telespettatori 3 060 000[7]
- Ascolti Italia: telespettatori 661 000 – share 3,2%[8]

## La promessa
- Titolo originale: The Vow
- Diretto da: Chi-Yoon Chung
- Scritto da: Vincent Angell e Diana Mendez Boucher

### Trama
Tim annulla un appuntamento con Lucy per incontrare un ex amico dell'esercito, Mark Greer, per discutere dei piani per eliminare Ray Watkins, che in passato li aveva traditi, ma si ritrova incapace di portare a termine la missione dopo aver affrontato Ray, decidendo di prendersi tutta la responsabilità se Ray dovesse mai reagire, con Mark che abbandona il piano poco dopo.
Nolan e Celina rispondono alla chiamata di un omicidio maturato in ambito familiare, dove solo una madre e la figlia, la piccola Anna, sono sopravvissute. Tuttavia, la madre muore in ospedale e Nolan suggerisce che lui e Bailey potrebbero prendersi cura della bambina finché non si trovano parenti o una famiglia affidataria.
Harper e Lopez guidano le indagini sulla morte della famiglia e apprendono da un inquilino che un collega del padre si è vendicato riguardo a una faccenda legata a un biglietto della lotteria. Nel frattempo, Aaron incontra Blair in un bar, e lei apparentemente gli dimostra simpatia, per poi snobbarlo durante un incontro di terapia. Nolan e Bailey decidono di adottare Anna, ma sono delusi quando lo zio della piccola arriva per prendersi cura di lei.
- Guest star: Bridget Regan (Monica Stevens), Angel Parker (Luna Grey), Danielle Campbell (dottoressa Blair London), Dylan Conrique (Tamara Colins), Brian White (Mark Greer), Malcolm David Kelley (Hughes Tenant), Saxon Trainor (signora Watkins), Brent Huff (agente Quigley Smitty), David Dastmalchian (Ray Watkins), Drea Castro (Agatha Eaves), Joe Corzo (Don Hughes), Valentine Cline Krayser (Anna Hughes).
- Ascolti USA: telespettatori 3 400 000[9]
- Ascolti Italia: telespettatori 521 000 – share 2,9%[8]

## Segreti e bugie
- Titolo originale: Secrets and Lies
- Diretto da: Bill Roe
- Scritto da: Elizabeth Davis Beall e Leland Jay Anderson

### Trama
Dopo aver parlato con Lucy, Lopez cerca di capire cosa sta combinando Tim, che successivamente si confessa con loro dopo che Ray si presenta a casa di Lucy minacciandola. Il tre poliziotti capiscono che Ray è un mercenario e riescono a sventare un suo tentativo di rapimento nei confronti di un'attivista venezuelana, ma viene comunque avviata un'indagine degli Affari Interni per indagare sul comportamento di Tim. L'indagine, durante la quale Tim mente a Percy West, il padre del defunto Jackson West, lo scagiona da ogni illecito nei confronti di Ray; in seguito Tim, benché ancora innamorato di Lucy, decide di lasciarla.
Nolan e Celina rintracciano una detenuta evasa durante un lavoro socialmente utile tra i senzatetto, scappata perché in cerca di vendetta nei confronti della donna con cui il suo ragazzo l'ha tradita, scoprendo che la donna altri non è che la propria madre. Contemporaneamente uno zaino rinvenuto sul luogo dei senzatetto porta Harper e Aaron a riaprire le indagini sull'omicidio di Karina Lewis, scoprendo di avere una falsa confessione e un'arma del delitto. Dopo aver individuato marca e proprietario dell'arma, il procuratore distrettuale Del Monte ribalta il verdetto originale a favore delle nuove prove.
Intanto Bailey è più che mai determinata ad avere un bambino, ma Nolan è titubante, recando come scusa l'età non più giovanissima e i pericoli che corre col suo lavoro, ma alla fine si ricrede.
- Guest star: Michael Trucco (Sean Del Monte), Dylan Conrique (Tamara Colins), Brooke Lyons (Brenda Vaughn), Sammi - Jack Martincak (Theresa Vaughn), Brent Huff (agente Quigley Smitty), Evan Gamble (Ryan Jones), Ramon Fernandez (sergente Flores), Sara Malal Rowe (Doreen Davis), Michael Beach (Comandante Percy West), David Dastmalchian (Ray Watkins), Alexya Garcia (Elena Acosta).
- Ascolti USA: telespettatori 3 310 000[10]
- Ascolti Italia: telespettatori 612 000 – share 2,9%[11]

## A pezzi
- Titolo originale: Crushed
- Diretto da: Tori Garrett
- Scritto da: Brynn Malone e Natalie Callaghan

### Trama
Tim viene degradato e rimesso in pattuglia; riceve anche una valutazione psicologica da Blair, che conclude che è ancora idoneo al servizio. Nel frattempo, Nolan e Celina indagano su una duplice sparizione: quella di Emma, una giovane babysitter, che scoprono che aveva una relazione con il padre del bimbo che accudiva, e della sua amica Olivia, che verrà in seguito trovata senza vita.
La babysitter riesce a scappare e gli agenti trovano l'uomo morto nella sua auto. Durante il tragitto verso l'ospedale, la babysitter scappa e brandisce un coltello contro la polizia; rivela di essere incinta e di aver ucciso l'uomo quando ha rotto con lei, così come la sua amica quando voleva chiamare la polizia a causa dell'omicidio.
Tim decide di andare in terapia nonostante la conclusione positiva di Blair. Tamara, la coinquilina di Lucy, va a vivere per conto proprio e Celina chiede a Lucy se può prendere il suo posto, cosa che lei accetta. Harper e Lopez si scambiano consigli sulle baby sitter, essendo in difficoltà nel gestire il lavoro e i loro bimbi piccoli, e ne esaminano attentamente una nuova, che alla fine decidono di condividere.
- Guest star: Dylan Conrique (Tamara Colins), Danielle Campbell (dottoressa Blair London), Erica Piccinni (Regina Olsen), Chloe Wepper (Sidney), Bella DeLong (Olivia Lane), Brent Huff (agente Quigley Smitty), Tara Strong (signora Lane), Ella Rodriguez (Emma Lautner).
- Note: questo episodio è raccontato quasi interamente attraverso le bodycam degli agenti e le dash cam delle auto di pattuglia.
- Ascolti USA: telespettatori 3 720 000[12]
- Ascolti Italia: telespettatori 512 000 – share 2,8%[11]

## Verità nascoste
- Titolo originale: Punch Card
- Diretto da: Lanre Olabisi
- Scritto da: Vincent Angell e Fredrick Kotto

### Trama
Quando membri del Fronte Orientale e della mafia russa scatenano una guerra tra bande che lascia numerosi feriti, la stazione di Mid - Wilshire deve mantenere l'ordine all'interno dello stesso ospedale in cui si trova anche Monica Stevens, ricoverata dopo aver subìto un'aggressione da uno sconosciuto in casa propria e averlo ferito per autodifesa. L'avvocato approfitta della situazione caotica per intrufolarsi nella stanza del suo aggressore e chiedergli il nome di chi l'ha ingaggiato per ucciderla; lui rifiuta di rispondere, allora lei lo uccide provocandogli un'embolia. Harper e Lopez la sospettano della morte dell'uomo, ma non sono in grado di dimostrarlo, e inoltre ritengono che Monica stia lavorando con la dottoressa London.
Bradford e Thorsen vengono assegnati al servizio di guardia per un raid dell'ex squadra Metro di Tim: l'operazione viene tuttavia compromessa e uno degli agenti resta paralizzato. Bradford ritiene che "Mad Dog", il leader della Metro, sia una talpa e lo affronta su un tetto: quest'ultimo conferma i suoi sospetti e si suicida lanciandosi nel vuoto davanti ai suoi occhi, non prima di avergli fornito un minuscolo indizio.
Il sergente Grey nomina Chen agente istruttore per un giorno, ordinandole di istruire Juarez, e le due creano immediatamente un'intesa. Quella sera, Celina si trasferisce da Lucy e quest'ultima riceve poi un biglietto d'auguri per il compleanno consegnatole da Kojo, il cane di Tim, che si è nascosto per non farsi vedere da Chen, e lei si commuove.
Nolan prende una giornata libera per accompagnare Bailey all'ospedale per una visita da una specialista della fertilità, ma si trovano a rimandare l'appuntamento più volte per aiutare i colleghi. Alla fine, la dottoressa li riceve e comunica loro che dalle analisi risulta che Bailey difficilmente potrà concepire. Una soluzione potrebbe essere il ricorso alla fecondazione in vitro, ma successivamente Bailey decide di non procedere sia per i costi estremamente elevati sia perché non sopporterebbe la sequenza di attese, speranze e forse delusioni, e Nolan le dà il proprio sostegno.
- Guest star: Bridget Regan (Monica Stevens), Danielle Campbell (dottoressa Blair London), Angel Parker (Luna Grey), Nick Gomez (Matt Dominguez / "Mad Dog"), Annie Chang (agente Liz Diamond), Armen Nahapetian (Slak Babayan), Brent Huff (agente Quigley Smitty), Herve Ambwa (Samuel Desta), Mandy Levin (dottoressa Walker), Nicky Boulos (Aram).
- Ascolti USA: telespettatori 2 870 000[13]
- Ascolti Italia: telespettatori 580 000 – share 2,8%[14]

## La stretta
- Titolo originale: The Squeeze
- Diretto da: Michael Goi
- Scritto da: Diana Mendez Boucher e Leland Jay

### Trama
Gli Affari Interni indagano sulle circostanze sospette della morte di "Mad Dog", il leader della Metro che si è suicidato davanti agli occhi di Bradford: quest'ultimo si trova ad esserne accusato da parte del detective incaricato Pearson, il quale sembra si stia vendicando su di lui, ma che in realtà è in combutta con la dottoressa London, a sua volta d'accordo con Monica per riferire informazioni sui movimenti della Polizia. Nolan e Juarez indagano segretamente su Blair e si rivolgono a Smitty affinché tenga d'occhio lei e i suoi pazienti. Lopez avverte Lucy della situazione di Bradford e lei, nonostante sia ancora arrabbiata, gli esprime solidarietà e conforto. Monica tenta di sapere chi stia cercando di ucciderla, il che la conduce al più temuto criminale della città per il riciclaggio di denaro, Christian Batista.
Contemporaneamente, Chen va sotto copertura come babysitter presso la villa dei Batista dopo che Harper e Lopez apprendono che quella assunta per i loro figli in precedenza lavorava proprio per Christian.
Perquisendo l'appartamento di "Mad Dog", Nolan e Juarez scovano prove che incriminano la dottoressa London, perciò Nolan si reca ad affrontarla; lei infine accetta di testimoniare in cambio dell'immunità. Un'indagine al computer consente a Grey, Harper e Lopez di dimostrare che il detective Pearson è coinvolto nella cospirazione. Monica rintraccia i propri aggressori e scopre che sono stati ingaggiati da un certo Eric Ramsey; in cambio di una collaborazione contro di lui, ella promette a Oscar Hutchinson di farlo evadere dal carcere.
- Guest star: Bridget Regan (Monica Stevens), Danielle Campbell (dottoressa Blair London), Matthew Glave (Oscar Hutchinson), Daniel Bonjour (detective Pearson), Chloe Wepper (Sidney), Will Beinbrink (Christian Batista), Brent Huff (agente Quigley Smitty), Preeti Desai (Charlie Bristow), Annie Chang (agente Liz Diamond), Sara Rue (Nell Forrester), Kelly Hatosy (Vera Batista), Cary Christopher (Joshua Batista), Chloe Cleary (Esther Batista), C. J. Parson (Andrei Gwarzo), Don Dowe (Don Cooper).
- Ascolti USA: telespettatori 2 980 000[15]
- Ascolti Italia: telespettatori 571 000 – share 3,1%[14]

## Piano di fuga
- Titolo originale: Escape Plan
- Diretto da: Bill Roe
- Scritto da: Alexi Hawley

### Trama
Nolan e Harper si uniscono all'Agente Speciale Supervisore Garza e all'FBI per smascherare la cospirazione. Intanto, i sicari di Monica iniziano a eliminare qualunque testimone contro di lei, incluso il detective Pearson, prima di catturare la dottoressa London. Gli uomini di Batista tentano di ucciderne uno dopo che questo tradisce la Stevens e lei avverte Christian, ma vengono ostacolati da Bradford, Chen e Lopez. Juarez trova un legame tra Blair e Monica. 
Monica pianifica una vendetta contro Ramsey ricorrendo al ricatto su una relazione extraconiugale che la moglie dell'uomo ha avuto con un imprenditore svizzero, Jakob Olmstead; ella trascina Blair con sé in Argentina e intende portare Olmstead dalla propria parte contro Ramsey. Nolan e Harper salvano la dottoressa in una missione segreta assistiti dalla CIA e dall'FBI, ma Nolan viene colpito da un proiettile al fianco e Monica riesce a fuggire. L'Agente Speciale Garza assicura che su di lei sarà emesso un mandato dell'Interpol.
Tim e Lucy condividono un momento toccante in ascensore: lui la ringrazia per avergli salvato la vita e si scusa per aver rotto la loro relazione.
Rispettando l'accordo stretto con Monica, Oscar evade dal carcere insieme a Jason Wyler, l'ex marito violento di Bailey, e si dirigono verso Los Angeles. Mentre Bailey e Nolan stanno parlando della possibilità di adottare un bambino, il sergente Grey contatta Nolan per informarlo della doppia evasione.
- Guest star: Felix Solis (Agente Speciale Supervisore dell'FBI Matthew Garza), Britt Robertson (Agente dell'FBI Laura Stensen), Kevin Zegers (Agente Speciale dell'FBI Brendon Acres), Bridget Regan (Monica Stevens), Matthew Glave (Oscar Hutchinson), Danielle Campbell (dottoressa Blair London), Steve Kazee (Jason Wyler), Daniel Bonjour (detective Pearson), Neil Hopkins (Eric Ramsey), Casper Andreas (Jakob Olmstead), Will Beinbrink (Christian Batista), Brent Huff (agente Quigley Smitty), Preeti Desai (Charlie Bristow), Annie Chang (agente Liz Diamond), Anton Narinskiy (Shawn Miller), Tarnue Massaquoi (Pascal Moreau).
- Nota. In questo episodio compaiono nei rispettivi ruoli gli attori Felix Solis, Britt Robertson e Kevin Zegers, protagonisti dello spin-off The Rookie: Feds.
- Ascolti USA: telespettatori 3 140 000[16]
- Ascolti Italia: telespettatori 577 000 – share 3,8%[14]